# Metaphareus
Metaphareus is een geslacht van hooiwagens uit de familie Stygnidae.
De wetenschappelijke naam Metaphareus is voor het eerst geldig gepubliceerd door Roewer in 1912. 

## Soorten
Metaphareus omvat de volgende 2 soorten:
- Metaphareus albimanus
- Metaphareus punctatus